# Tom Hobbs
Tom Hobbs (Auckland, Nueva Zelanda; 9 de marzo de 1989) es un actor neozelandés, más conocido por haber interpretado a Seppius en la serie Spartacus: Vengeance y a Flynn Johnson en la serie Winners & Losers.

## Biografía
Estudió en el "Victorian College of the Arts".

## Carrera
En 2012 se unió al elenco recurrente de la serie Spartacus: Vengeance, donde interpretó al joven noble romano Seppius. El 3 de agosto de 2012, apareció como invitado en la popular serie australiana Neighbours, donde interpretó a Heath Pryce hasta el 6 de agosto del mismo año. Ese mismo año se unió al elenco de la segunda temporada de la serie Winners & Losers, donde interpretó a Flynn Johnson hasta la cuarta temporada.

## Filmografía

### Series de televisión
| Año         | Título                         | Personaje         | Notas                            |
| ----------- | ------------------------------ | ----------------- | -------------------------------- |
| 2015        | Miss Fisher's Murder Mysteries | Sgt. Willis Jones | episodio "Murder and the Maiden" |
| 2012 - 2014 | Winners & Losers               | Flynn Johnson     | 30 episodios                     |
| 2014        | Rake                           | James Horner      | 6 episodios                      |
| 2012        | Howzat! Kerry Packer's War     | Craig Sergeant    | episodio # 1.1 - miniserie       |
| 2012        | Neighbours                     | Heath Pryce       | 2 episodios                      |
| 2012        | Spartacus: Vengeance           | Seppius           | 6 episodios                      |

### Películas
| Año  | Título                  | Personaje         | Notas                                                                                        |
| ---- | ----------------------- | ----------------- | -------------------------------------------------------------------------------------------- |
| 2013 | The Railway Man         | Thorlby           | junto a Nicole Kidman, Stellan Skarsgård, Sam Reid & Ewen Leslie                             |
| 2011 | Love Box                | Rob               | corto - junto a Keith Brockett, Bumpa Love, Robert Morgan, Charlotte Nicdao & Charlie Thorpe |
| 2008 | Crossing the Line       | Joven Soldado     | corto - junto a Kyle Ashley, Rocky Curby, Calum Gittins, Patrick Kalyn & Danielle Souza      |
| 2005 | King Kong               | Joven Asistente   | junto a Naomi Watts, Jack Black & Adrien Brody                                               |
| 2005 | I Love David Hasselhoff | Joven en la Playa | corto - junto a Cori Gonzales-Macuer, Noor Razzak & Julia Walshaw                            |

### Documental
| Año  | Título       | Notas                     |
| ---- | ------------ | ------------------------- |
| 2010 | Cigar Right? | apareció en el documental |

### Creador y equipo misceláneo
| Año  | Título        | Notas     |
| ---- | ------------- | --------- |
| 2005 | King Kong     | -         |
| -    | Womb Division | cocreador |

### Teatro
| Año | Título                 | Personaje |
| --- | ---------------------- | --------- |
| -   | His Girl Friday        | Sweeney   |
| -   | Innocence              | -         |
| -   | Christie in Love       | -         |
| -   | Ghetto                 | -         |
| -   | Much Ado About Nothing | -         |
| -   | The Hollow             | -         |